# Ernestina Manuel de Villena

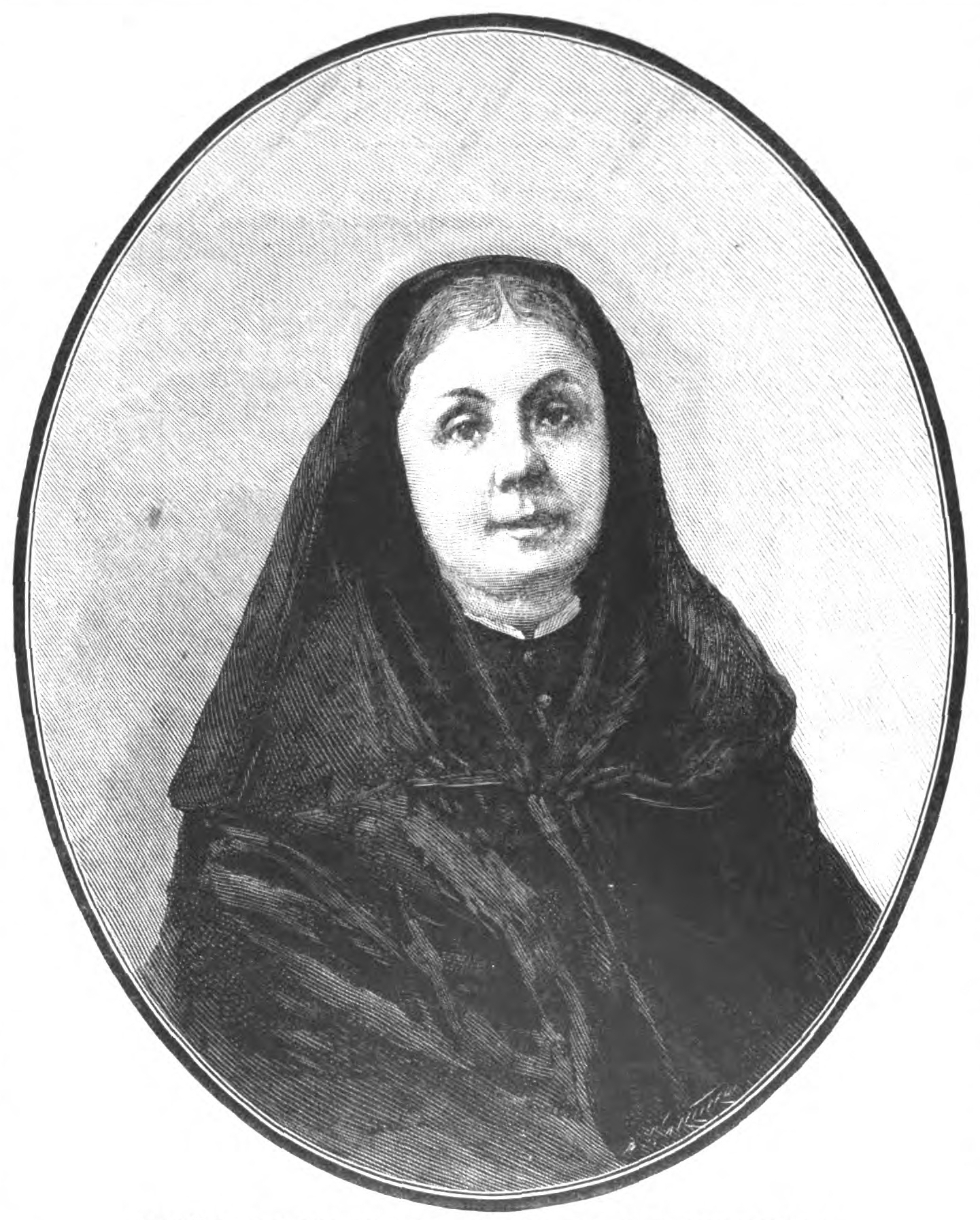
Retrato de Ernestina Manuel de Villena

Ernestina Manuel de Villena (Lucca, 7 de noviembre de 1830-Madrid, 27 de enero de 1889) fue benefactora e introductora en España de los Hermanos de las Escuelas Cristianas. (Guillermina Pacheco en la novela Fortunata y Jacinta de Benito Pérez Galdós).

## Biografía
Segunda hija de Manuel Manuel de Villena, encargado de Negocios de España en la Toscana, y María Asunción Dreyer, danesa de origen, nacida en Aranjuez, e hija de Cristóforo Guillermo, consejero íntimo del rey de Dinamarca y ministro plenipotenciario suyo en París y antes en Madrid, nació accidentalmente en Italia por el destino diplomático de su padre. Este era hijo de José Manuel de Villena, tercer conde de Via-Manuel y señor de Cheles, y de Carmen Álvarez de Feria, dama de alta alcurnia, hija a su vez de José Álvarez de Feria, gentilhombre de cámara y mariscal de campo y grande de España.
Fernando VII de España, en su regreso a España en 1814, seguirá conservando la amistad con esta dama que, al quedar viuda del mejor amigo de su padre, influye para que su hijo, padre de Ernestina, haga carrera diplomática como agregado de la embajada de España. En París primero, y luego sucesivamente en Nápoles, Dinamarca, la Santa Sede y Lucca. Bautizada en la catedral de esta ciudad con el nombre de Ernestina Joaquina Antonia Guillerma (este último nombre será el que elegirá Galdós para su personaje extraído de la vida real), se traslada a Pau (Francia) con sus progenitores. Después de diez años de permanencia en el sur de Francia y muerto su padre a resultas de un ataque apoplejético, la madre regresa a Madrid, donde transcurre su juventud en el ambiente de la alta sociedad. Un viaje a Roma le impacta tanto cultural y espiritualmente que, a su vuelta a la capital de España en 1854, donde brillaba en los salones por su belleza y exquisita educación, comienza a experimentar el mundo de las injusticias y desigualdades de la época y el proceso de proletarización de la sociedad, o “cuarto estado” en términos de Pérez Galdós.
Después de rechazar varias proposiciones de matrimonio, en contacto con las Conferencias de San Vicente de Paul y el jesuita Félix González Cumplido, alquila un piso en la calle de la Parada donde inaugura con ayuda de otras amigas un primer y elemental asilo (1859), que se traslada luego a la calle del Casino y, en plena revolución, a un local del convento de San Francisco el Grande, cedido por Castelar, que de niño había sido pobre y huérfano; y por último a la calle de Atocha. La joven aristócrata, sin ingresar en institución religiosa alguna ni abandonar sus excelentes relaciones, opta por vestirse de negro y recorrer las calles de Madrid, donde ya se le conoce como “la santa”, en busca de recursos para sus niños huérfanos. Para que se ocupen de ellos hace una solicitud (1866) a los Hermanos de las Escuelas Cristianas, fundados en Francia por san Juan Bautista de La Salle. Tras superar continuas dificultades consigue que lleguen a España los primeros hermanos (1878) a hacerse cargo de un edificio pequeño y pobre, donde está instalado el asilo de Ernestina, que continúa su callejeo incasable para conseguir limosnas destinadas a construir un edificio de nueva planta. 
Todo le sirve, desde ladrillos y bisagras a rifas y calendarios para dar comienzo a las obras en el terreno que logra en la calle Claudio Coello, esquina Juan Bravo. Para colocar la primera piedra el 27 de diciembre de 1880 cuenta con la presencia del rey Alfonso XII y miembros de la familia real, algunos de los cuales llegan a servir comidas en sus comedores gratuitos. Con enormes dificultades pecuniarias, que ponen en prueba su confianza, Ernestina vive de forma austera en una humilde habitación cedida por la condesa de Carvajal en la calle Barquillo, enteramente dedicada a la caridad y a la práctica de su sincera fe cristiana. De carácter alegre, independiente y emprendedor, se somete sin embargo a sus directores espirituales y consigue levantar el Asilo de Huérfanos del Sagrado Corazón, obra del arquitecto y luego alcalde de Madrid Francisco de Cubas González Montes, marqués de Cubas, e inaugurarlo en 1884, a excepción de la iglesia, que Ernestina no pudo ver rematada en vida. A ello contribuyó la instalación de un famoso cepillo público llamado “cepillo de la manteca” ubicado en los terrenos de la calle Juan Bravo.
Convencida del auge de las artes gráficas, crea un taller de formación profesional, regentado por los hermanos, y otro de zapatería, además de adquirir el periódico “La Ilustración Católica”, donde colaboran entre otros Amador de los Ríos, el duque de Almenara, el padre Luis Coloma, Fernández Shaw, Hartzenbhusch, Miguel Mir y Pérez Villaamil.
Afectada de una dolencia de pecho y corazón, intuye su cercana muerte, que ocurre el 27 de enero de 1886 entre la admiración de todos, con fama de santidad, plena conciencia y aceptación cristiana. Una multitud de madrileños acudió a la calle Barquillo a darle su último adiós, y al posterior entierro, precedido por los niños de su asilo, que conmovió a la ciudad. A los tres años de su muerte fueron trasladados sus restos a la capilla de la institución por ella fundada donde descansaron hasta 1936, fecha en que, ocultos en la sacristía o profanados por los milicianos, según versiones, acabaron en el noviciado de los Hermanos de las Escuelas Cristianas de Griñón (Madrid), donde reposan. A su muerte sus amigos elevaron una súplica al obispado de Madrid-Alcalá, que elaboró un expediente informativo de sus virtudes, para un proceso de canonización que no se incoará por falta de recursos hasta 2001 a instancias del instituto de los Hermanos de las Escuelas Cristianas.
Muy conocida en su tiempo, como muestra el retrato que le dedicó el pintor Madrazo, fue sobre todo el novelista Benito Pérez Galdós quien, fascinado por su figura, escribe que en su opinión es una auténtica santa que “merece a todas luces la canonización”, además uno de los pocos personajes reales de su novela Fortunata y Jacinta. “Lo verdaderamente auténtico y real [del libro] –afirma el autor canario- es la figura de la santa Guillermina Pacheco. Tan solo me he tomado la licencia de cambiar el nombre”. Y efectivamente, el retrato que el escritor anticlerical traza de Guillermina en su inmortal novela coincide casi como un calco con los datos biográficos del personaje real, de quien afirma: “Doña Ernestina es la honra de su tiempo y de su raza”.